# Liste der Bodendenkmäler in Türkheim
Auf dieser Seite sind die Bodendenkmäler in dem schwäbischen Markt Türkheim zusammengestellt. Diese Tabelle ist eine Teilliste der Liste der Bodendenkmäler in Bayern. Grundlage ist die Bayerische Denkmalliste, die auf Basis des Bayerischen Denkmalschutzgesetzes vom 1. Oktober 1973 erstmals erstellt wurde und seither durch das Bayerische Landesamt für Denkmalpflege geführt wird. Die folgenden Angaben ersetzen nicht die rechtsverbindliche Auskunft der Denkmalschutzbehörde.

## Bodendenkmäler in Türkheim

### Bodendenkmäler in der Gemarkung Irsingen
| Lage                | Objekt | Akten-Nr.     | Bild |
| ------------------- | --- | ------------- | ---- |
| Irsingen (Standort) | Verebnete Grabhügel vorgeschichtlicher Zeitstellung.                                                                                                | D-7-7929-0035 |      |
| Irsingen (Standort) | Straße der römischen Kaiserzeit. | D-7-7929-0069 |      |
| Irsingen (Standort) | Siedlung der römischen Kaiserzeit. | D-7-7929-0070 |      |
| Irsingen (Standort) | Gräber des frühen Mittelalters. | D-7-7929-0097 |      |
| Irsingen (Standort) | Mittelalterliche und frühneuzeitliche Befunde im Bereich der Katholischen Pfarrkirche St. Margareta in Irsingen.                                    | D-7-7929-0135 |      |
| Irsingen (Standort) | Mittelalterliche und frühneuzeitliche Befunde im Bereich der Katholischen Kapelle St. Petrus und Paulus in Unterirsingen und ihrer Vorgängerbauten. | D-7-7929-0137 |      |

### Bodendenkmäler in der Gemarkung Türkheim
| Lage                | Objekt | Akten-Nr.     | Bild |
| ------------------- | --- | ------------- | ---- |
| Türkheim (Standort) | Befestigungen und Siedlungen der Bronzezeit, der Hallstattzeit, der römischen Kaiserzeit und des frühen Mittelalters sowie Kirche und Bestattungsplatz des frühen Mittelalters. | D-7-7929-0027 |      |
| Türkheim (Standort) | Grabhügel vorgeschichtlicher Zeitstellung. | D-7-7929-0029 |      |
| Türkheim (Standort) | Viereckschanze der späten Latènezeit. | D-7-7929-0032 |      |
| Türkheim (Standort) | Siedlung des Neolithikums und Villa rustica der römischen Kaiserzeit. | D-7-7929-0056 |      |
| Türkheim (Standort) | Bestattungsplatz der Urnenfelderzeit. | D-7-7929-0057 |      |
| Türkheim (Standort) | Siedlung der römischen Kaiserzeit. | D-7-7929-0058 |      |
| Türkheim (Standort) | Grabhügel vorgeschichtlicher Zeitstellung. | D-7-7929-0060 |      |
| Türkheim (Standort) | Siedlung der römischen Kaiserzeit. | D-7-7929-0061 |      |
| Türkheim (Standort) | Grabhügel vorgeschichtlicher Zeitstellung. | D-7-7929-0062 |      |
| Türkheim (Standort) | Siedlung des Mittelalters. | D-7-7929-0065 |      |
| Türkheim (Standort) | Bestattungsplatz der römischen Kaiserzeit und Siedlung des Mittelalters. | D-7-7929-0066 |      |
| Türkheim (Standort) | Straße der römischen Kaiserzeit. | D-7-7929-0068 |      |
| Türkheim (Standort) | Außenlager Kaufering VI des Konzentrationslagers Dachau (1944–1945). | D-7-7929-0109 |      |
| Türkheim (Standort) | Mittelalterliche und frühneuzeitliche Befunde im Bereich der wüstgefallenen Siedlung Gern.                                                                                      | D-7-7929-0140 |      |
| Türkheim (Standort) | Mittelalterliche und frühneuzeitliche Befunde im Bereich der Katholischen Pfarrkirche Mariä Himmelfahrt in Türkheim.                                                            | D-7-7929-0141 |      |
| Türkheim (Standort) | Frühneuzeitliche Befunde im Bereich der abgebrochenen Katholischen Kapelle St. Leonhard in Türkheim mit aufgelassenem Friedhof.                                                 | D-7-7929-0142 |      |
| Türkheim (Standort) | Teilstück einer Straße der römischen Kaiserzeit. | D-7-7929-0150 |      |
| Türkheim (Standort) | Frühneuzeitliche Befunde im Bereich des ehemaligen Schlosses in Türkheim, mit Nebengebäuden und Schlossgarten.                                                                  | D-7-7929-0154 |      |
| Türkheim (Standort) | Frühneuzeitliche Befunde im Bereich des ehemaligen Kapuzinerklosters mit zugehöriger Katholischen Kirche Mariä Unbefleckte Empfängnis und Loretokapelle.                        | D-7-7929-0155 |      |
| Türkheim (Standort) | Frühneuzeitliche Befunde im Bereich der abgebrochenen Katholischen Kapelle St. Benno in Türkheim.                                                                               | D-7-7929-0156 |      |

### Bodendenkmäler in der Gemarkung Unterrammingen
| Lage                      | Objekt                                     | Akten-Nr.     | Bild |
| ------------------------- | ------------------------------------------ | ------------- | ---- |
| Unterrammingen (Standort) | Grabhügel vorgeschichtlicher Zeitstellung. | D-7-7929-0048 |      |